# 羅洪 (景泰進士)
羅洪（1422年—？），字從範，浙江台州府黃巖縣人，竈籍，明朝政治人物。進士出身。

## 生平
浙江鄉試第七名。景泰二年（1451年）辛未科會試第一百十四名，殿試登進士第二甲第六十三名。

## 家族
曾祖父羅景輝。祖父羅寧隱。父亲羅永端。